# Johannes Radke

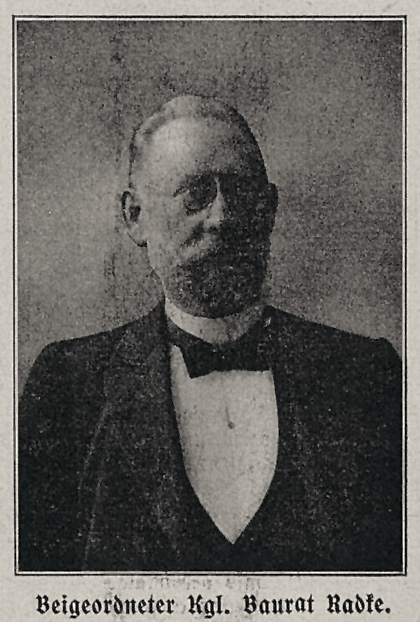
Johannes Radke, 1907

Johannes Radke (* 7. August 1853 in Margonin, Provinz Posen; † 5. Juli 1938) war ein deutscher Architekt, Baubeamter und Beigeordneter in Düsseldorf.

## Leben

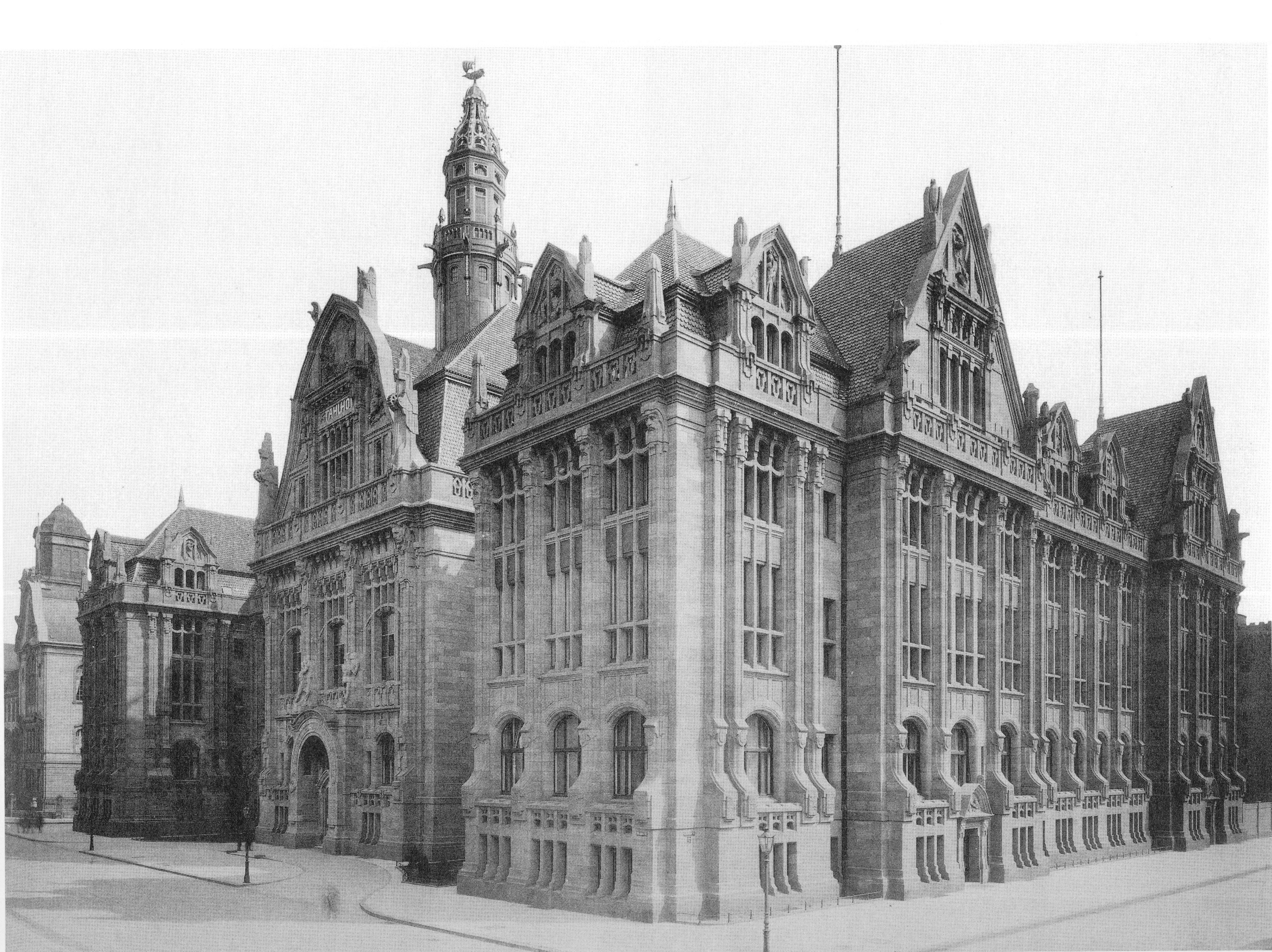
Stahlhof in Düsseldorf, Foto ca. 1909

Radke, Sohn des evangelischen Predigers Johann Friedrich Daniel Lebrecht Radke (wurde 1841 Pastor und blieb dies bis zu seinem Tode 1874), schloss die Schulausbildung im Jahr 1874 am Königlichen Gymnasium zu Bromberg mit dem Wunsch ab, das Baufach zu studieren. Nach dem Studium war er in Berlin in der Bauverwaltung der Kaiserlichen Reichspost als „Kaiserlicher Postbauinspektor“ tätig, bevor er 1900 als Stadtbaurat nach Düsseldorf berufen wurde. Zwischen 1901 und 1921 war er dort auch städtischer Beigeordneter. In diesen Funktionen nahm er Einfluss auf den Bau des Hafens auf der Lausward und zahlreiche weitere Projekte, etwa die Rheinufervorschiebung, die Entwicklung des Stadtteils Oberkassel im Zuge der Elektrifizierung der Düsseldorfer Straßenbahnen (K-Bahn) und die Industrie- und Gewerbeausstellung 1902. 
Er entwarf für Düsseldorf zahlreiche öffentliche Bauten. Als die wichtigsten sind zahlreiche Gebäude des Klinikumkomplexes an der Moorenstraße, der Stahlhof, das Luisen-Gymnasium sowie das Görres-Gymnasium zu nennen. Auch die alte Rheinuferpromenade einschließlich des Düsselschlösschens aus den Jahren 1900 bis 1902, von der heute noch die Uferschutzmauer, Brüstungen, Treppen, Treppengeländer, ein Altan und die Pegeluhr erhalten sind, geht auf Radke zurück. Internationale Aufmerksamkeit erlangte Radke bereits vor seiner Düsseldorfer Zeit durch die Errichtung der deutschen Ausstellungspavillons für die Weltausstellungen 1893 in Chicago (World’s Columbian Exposition) und 1900 in Paris (Weltausstellung Paris 1900).
Radke war Mitglied im Architekten-Verein zu Berlin (AVB). Nach seinem Eintritt in den Ruhestand 1921 wohnte er in Honnef, wo er auch auf dem Neuen Friedhof beigesetzt wurde.
In den 1960er Jahren wurde eine Straße im wachsenden Düsseldorfer Stadtteil Garath nach Radke benannt.

## Werk

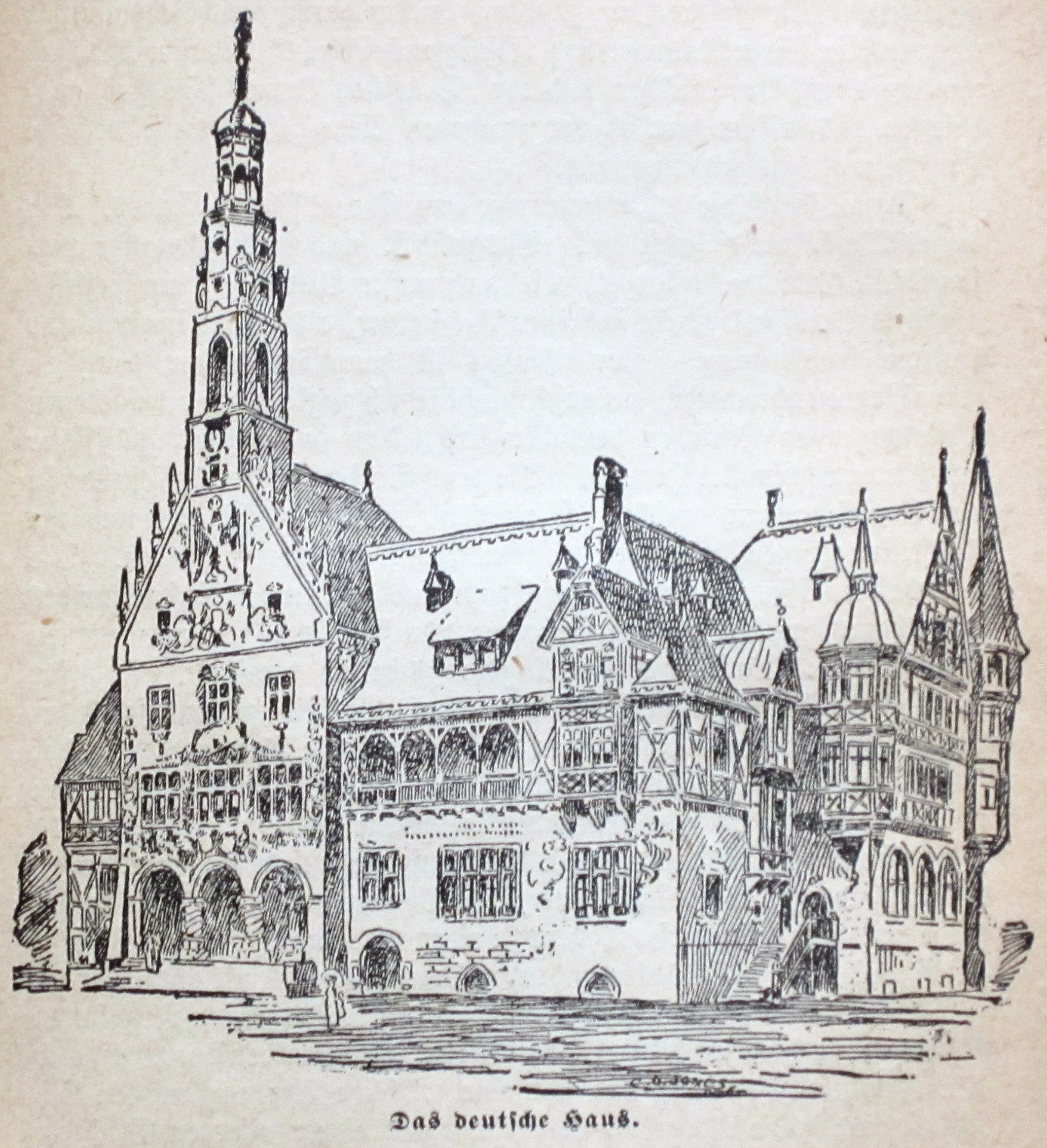
Deutsches Haus auf der Weltausstellung 1893 in Chicago

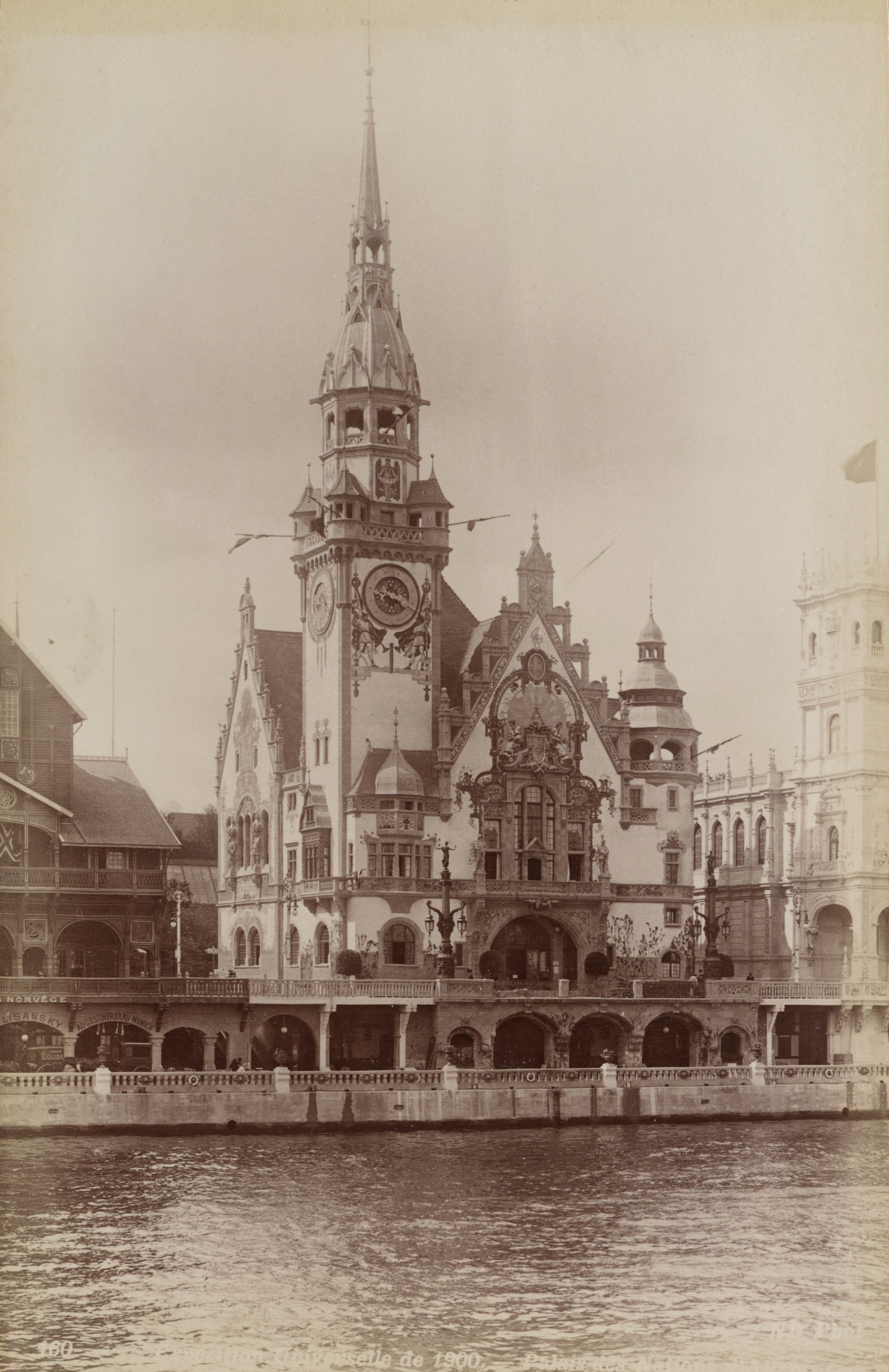
Deutscher Pavillon auf der Weltausstellung Paris 1900

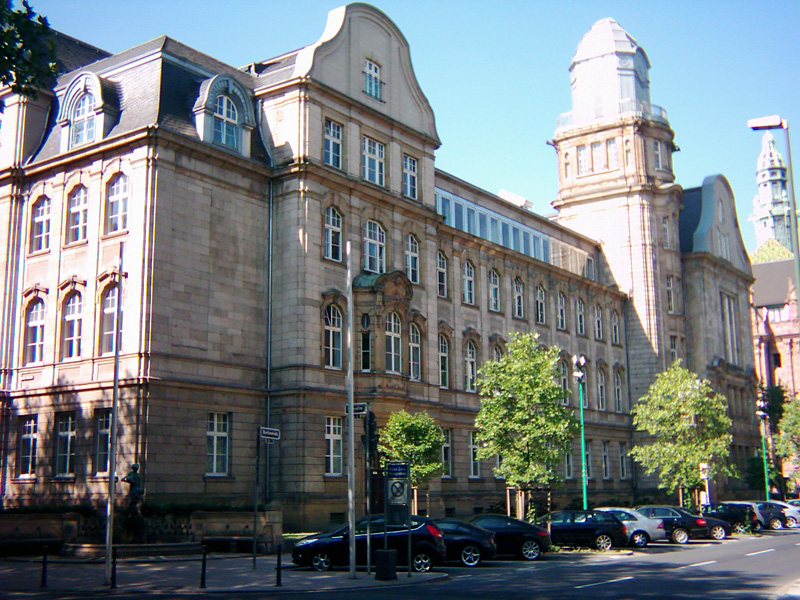
Görres-Gymnasium (1906), Düsseldorf

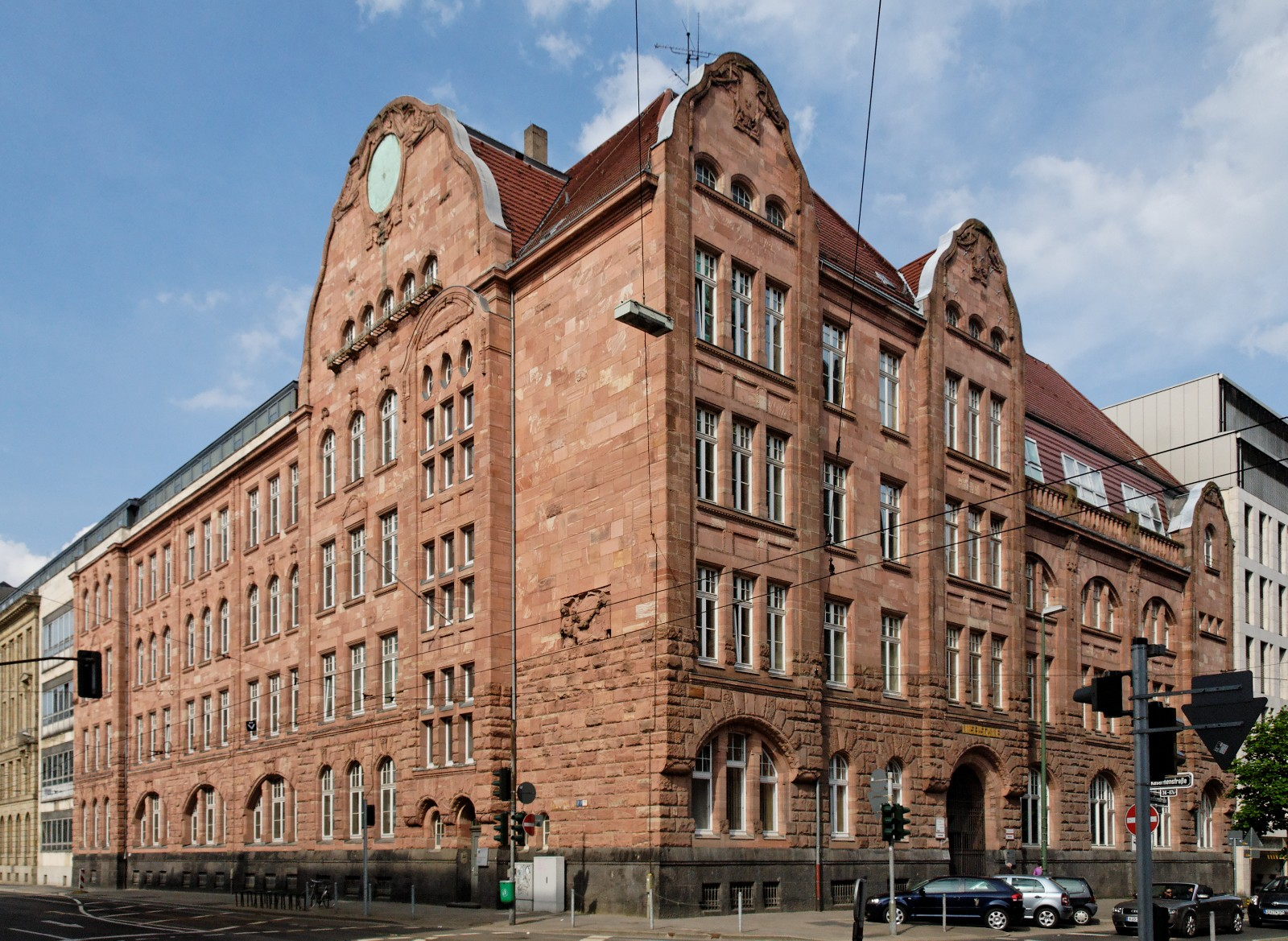
Luisen-Gymnasium (1907), Düsseldorf

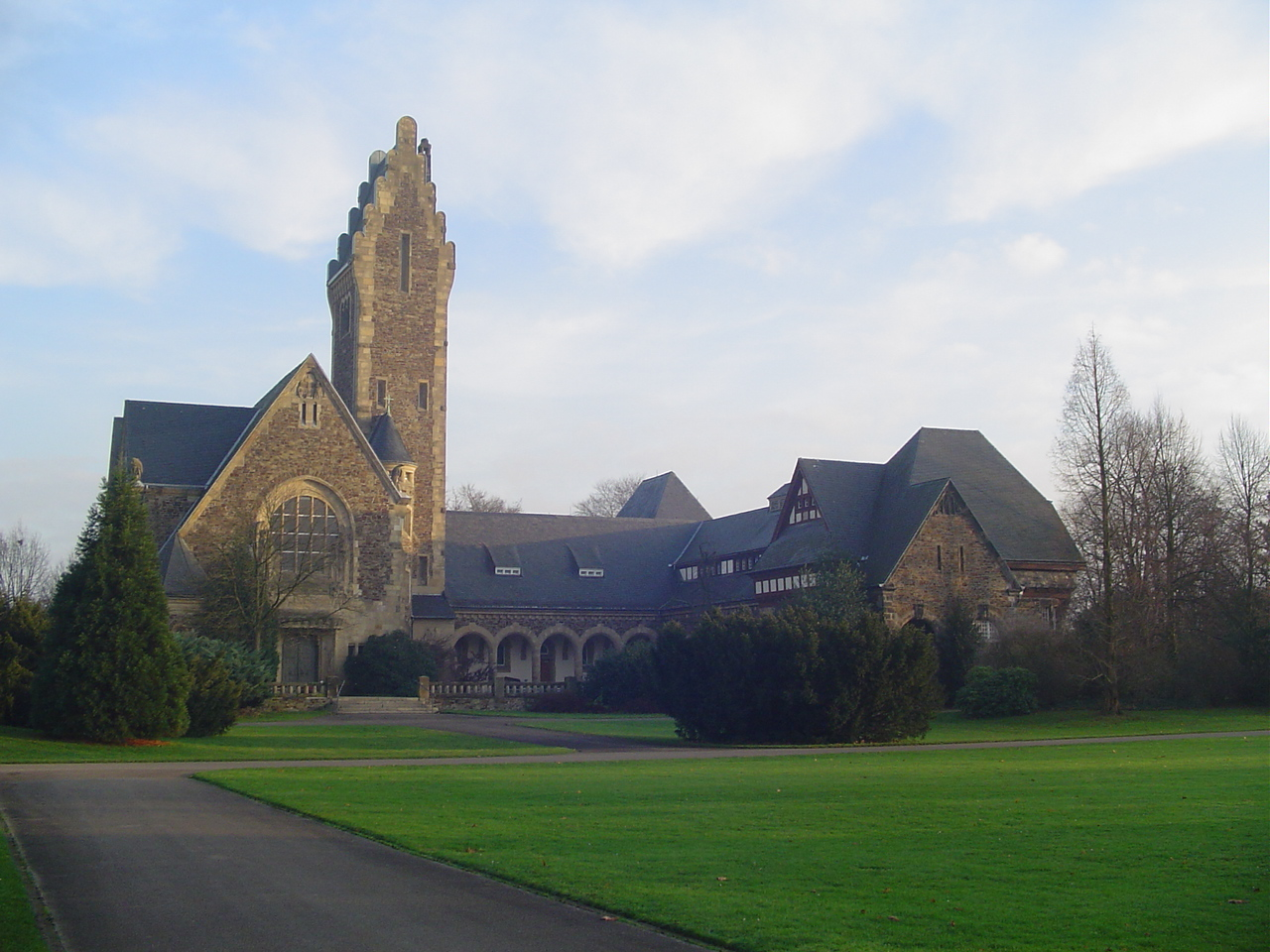
Friedhofskapelle Südfriedhof, Düsseldorf

### Bauten (Auswahl)
- 1893: deutscher Ausstellungspavillon auf der Weltausstellung Chicago
- 1900: deutscher Ausstellungspavillon auf der Weltausstellung Paris 1900[4]
- 1900: Rheinuferpromenade in Düsseldorf-Altstadt
  - u. a. 1902: Düsselschlösschen, Weinlokal am Burgplatz
- 1902–1903: Reformgymnasiums an der Rethelstraße, wurde auch Rethel-Gymnasium genannt (abgegangen, Standort war entsprechend der Schule Rethelstraße 13)
- 1904–1906: verschiedene Bauten des Universitätsklinikums Düsseldorf
  - u. a. 1906: Heilig-Geist-Kapelle (Kirche des Universitätsklinikums Düsseldorf)[5]
- 1904–1906: Görres-Gymnasium in Düsseldorf-Stadtmitte[6]
- 1904–1906: Leibniz-Gymnasium in Düsseldorf-Pempelfort
- 1904–1907: Luisen-Gymnasium in Düsseldorf-Stadtmitte[7]
- 1905: Friedhofskapelle auf dem Südfriedhof in Düsseldorf-Bilk[8]
- 1905–1906: Leo-Statz-Berufskolleg in Düsseldorf-Unterbilk[9]
- 1905–1907: Volksschule mit Badeanstalt Lindenstraße 128–130[10]
- 1906–1908: Stahlhof, Verwaltungsgebäude des Stahlwerksverbands in Düsseldorf-Stadtmitte[11]
- 1907: Realschule Luisenstraße in Düsseldorf-Friedrichstadt[12]
- 1907–1911: Hauptfeuerwehrdepot (Feuerwache III) in Düsseldorf-Pempelfort[13]
- 1908: Friedhofskapelle auf dem Stoffeler Friedhof in Düsseldorf-Oberbilk[14]
- 1908–1910: Villa Wendelstadt in Bad Godesberg (Bauausführung durch Theo Westbrook)
- 1910–1912: Schule am Comeniusplatz (Comenius-Gymnasium, Comeniusstraße 1), Düsseldorf-Oberkassel[15]
- 1911–1912: Lessing-Gymnasium in Düsseldorf-Oberbilk[16]
- 1913–1914: Hauptschule Bernburger Straße in Düsseldorf-Eller[17]
- 1927–1928: eigenes Wohnhaus (als Ruhesitz), genannt „Haus zur Linde“, Bondorfer Straße in Bad Honnef

### Schriften
- Beschreibung des Schulgebäudes. (an der Rethelstraße). Bagel, Düsseldorf 1904. (Digitalisat)